# Castillo de Álora
El castillo de Álora es una fortaleza árabe de origen fenicio, situada en el cerro de las Torres de la localidad malagueña de Álora.
De origen fenicio, los romanos fortificaron las ruinas con las que se encontraron. Posteriormente fue arrasado por los vándalos durante una incursión. Serían los árabes quienes lo restaurarían, convirtiéndolo en residencia y alcazaba.
Sobre la antigua mezquita se levantó la iglesia parroquial de Nuestra Señora de la Encarnación, edificación que tardó en construirse casi cien años, entre 1600 y 1699. Dicho templo consta de tres naves separadas por grandes columnas toscanas que se cubren con armaduras de madera.
El castillo se vio afectado por el terremoto de 1680. A partir de ese momento, cumplió las funciones de camposanto. En 1931 fue declarado Monumento Histórico Nacional, a pesar de que del castillo sólo quedan en pie dos torres, en parte reconstruidas, y un arco de herradura abierto en la muralla.
También quedan en la torre de la iglesia varios impactos de bala efectuados por un escuadrón de la caballería francesa en agosto de 1823. Con los disparos derribaron la placa conmemorativa de la Constitución de Cádiz.

## Descripción
Está situado en el Cerro de Las Torres. Fue declarado monumento nacional en el año 1931. Fue construido por los árabes, durante la Edad Media, aunque sus orígenes son fenicios y romanos. Su construcción se realizó en diversas etapas: durante el Emirato, la parte más sólida; durante los Califatos, la elevación de la construcción; durante los Reinos de Taifas, la parte más frágil.
La torre de la puerta de ingreso da entrada al recinto amurallado, a la cual se accede por un arco de herradura, único en occidente. En el castillo se distinguen dos recintos diferenciados. El primero, regular y homogéneo (recinto superior) con 6 torres cuadradas, construido en la época Califal. Por el contrario, el segundo recinto es mucho más irregular. Debió de estar formado por muros que rodeaban al primer recinto. Casi todos han desaparecido. Entre ambos recintos, se pueden encontramos una torre cuadrada llamada Torre de la Vela con planta cuadrada y dividida en tres cuerpos que van decreciendo en altura a medida que van subiendo.

## Capilla de Jesús Nazareno de las Torres
Destaca en este castillo la Capilla de Jesús Nazareno de las Torres, cuya peculiar trayectoria histórica la sitúa en la principal mezquita en época árabe. Tras la Conquista en época cristiana fue convertida en la iglesia dedicada a la advocación de Nuestra Señora de la Encarnación. La primitiva parroquia empezó a construirse tras la conquista y para la fecha de 1492 ya estaba construida totalmente.

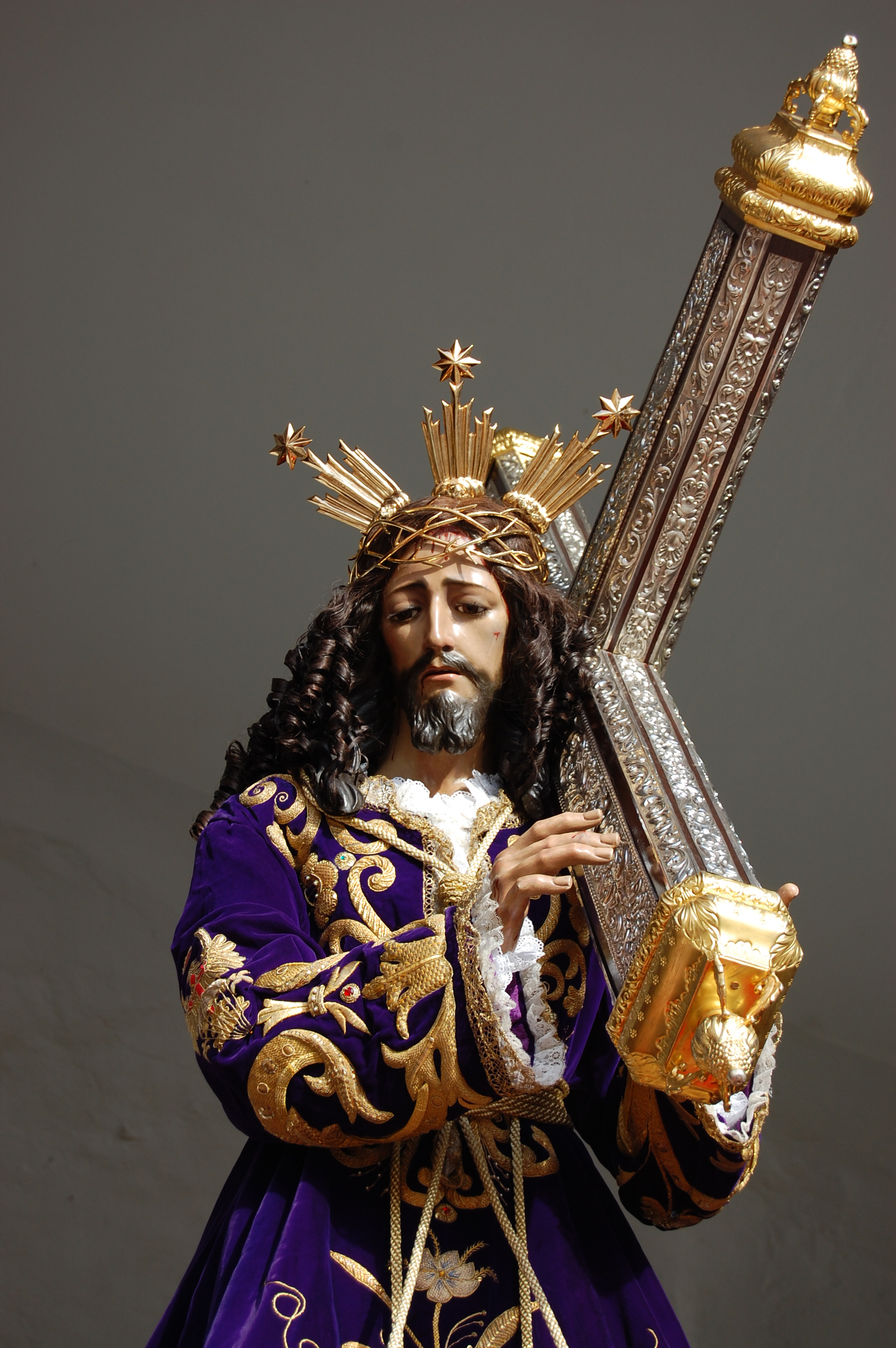
Nazareno de las Torres

Esta antigua parroquia es de estilo gótico y estaría compuesta por tres naves. Lo que ha quedado hasta nuestros días de aquella primera iglesia parroquial ha sido el altar mayor que es de planta cuadrada con pilares inundados de junquillos y nervaduras que ascienden para desembocar en una bóveda estrellada.
Desde 1641 preside el altar de esta vetusta iglesia la sagrada imagen de Nuestro Padre Jesús Nazareno de las Torres, imagen que desapareció durante la Guerra Civil. Durante nueve años la capilla se mantuvo sin culto hasta que en 1945 la Ilustre Archicofradía y antigua Hermandad del Dulce Nombre de Nuestro Padre Jesús Nazareno de las Torres encargara la realización de una nueva imagen al imaginero perote (aunque afincado en Granada) Jose Navas-Parejo, el cual realizó un Nazareno ligeramente inclinado por el peso de la Cruz.
Desde 1953, la imagen del Nazareno está acompañado por la Virgen de las Ánimas (obra del mismo autor y que fue concluida por su hijo puesto que no llegó a concluirla a causa de su muerte).

## Romance de Álora
En el castillo árabe también podemos ver la llamada Torre del Homenaje, que es la más elevada de todo el recinto superior y la única reconstruida. El Adelantado de Andalucía, Diego Gómez de Ribera, llegó aquí en 1434 al frente de sus tropas, que se rindieron ante la ciudad cuando el adelantado cayó muerto delante de las murallas.
Estas escenas darían lugar al conocido romance fronterizo que ha llevado el nombre de esta ciudad por todo el mundo y que podemos ver escrito en la entrada del castillo.